# Rocca di San Salvatore Telesino
Die Rocca di San Salvatore Telesino ist eine Burgruine aus dem 13. Jahrhundert auf einem Hügel über San Salvatore Telesino in der italienischen Region Kampanien.

## Geschichte
Die Burg wurde im Auftrag der Grafen Sanframando in einer strategisch günstigen Lage auf einem Hügel über dem Telesinatal erbaut. Im Mittelalter bildete sich um die Burg eine Siedlung namens Massa Superiore im Unterschied zu Massa Inferiore, das heute Massa di Faicchio heißt. Die Burg hatte ursprünglich die Funktionen eines Ausgucks und der Verteidigung der Besitzungen der Sanframandos, die Lehensherrn eines großen Teils der Gemeinden in der Gegend waren.
Nach dem Erdbeben von 1349, bei dem das benachbarte Telesia zerstört und Schwefeldämpfe freigesetzt wurden, blieben die Bischöfe der Diözese mehrere Jahre lang in der Festung, die damals „Rocca de Episcopio“ (dt.: Burg des Bischofs) genannt wurde. In dieser Zeit wurde in den Mauern der Burg ein Palast errichtet, der später als „Castelluccio“ bezeichnet wurde. Innerhalb der Mauern lag auch die Pfarrkirche Sant’Andrea, die 1596 von Monsignore Savino halbverfallen und mit einem großen Altar, geschmückt mit drei Holzskulpturen, und vier Seitenaltären vorgefunden wurde.
Der Umzug der Bischöfe nach Cerreto Sannita, der Erwerb des Lehens durch die Cerafas, die sich nicht in dieser Gegend aufhielten, weil sie in Neapel wohnten, und der Bau der heutigen Siedlung San Salvatore Telesino waren die Gründe für die Aufgabe der Burg und der Siedlung Massa Superiore.

## Beschreibung
Die Reste der Burg sind von Weitem gut sichtbar und bestehen aus den Stümpfen und den Fundamenten der Rundtürme. Der Grundriss der Burg war rechteckig; vier Türme standen an den Ecken.
Bis vor einigen Jahren konnte man einen unterirdischen Gang begehen, der die Türme verband.
Heute ist die Burg eine Ruine.